# Elvire River
Der Elvire River ist ein Fluss in der Region Kimberley im Nordosten des australischen Bundesstaates Western Australia.

## Geografie
Der Fluss entspringt etwa zwölf Kilometer nördlich von Halls Creek an den Hängen des Mount Barrett an der Südseite der Mueller Ranges und fließt zunächst nach Osten bis zur Kleinstadt Wungu. Dann wendet er seinen Lauf nach Norden und mündet am Südrand der Purnululu Conservation Reserve in den Panton River.

### Nebenflüsse mit Mündungshöhen
- Halls Creek – 354 m
- Poverty Gully – 325 m
- Sunders Gully – 315 m
- Gentle Annie Creek – 300 m
- Black Elvire River – 296 m
- Johnston River – 281 m
- Bream Gorge – 269 m
- Castle Creek – 261 m
- Addie Creek – 260 m
- Mountain Creek – 247 m[1]

## Geschichte
Der erste Europäer, der den Elvire River sah, war der Landvermesser Harry Johnston. Im Jahre 1884 vermaß er ihn. Den Fluss benannte er nach Margret Elvire Forrest, der Frau seines Chefs John Forrest.